# Slávek Volavý

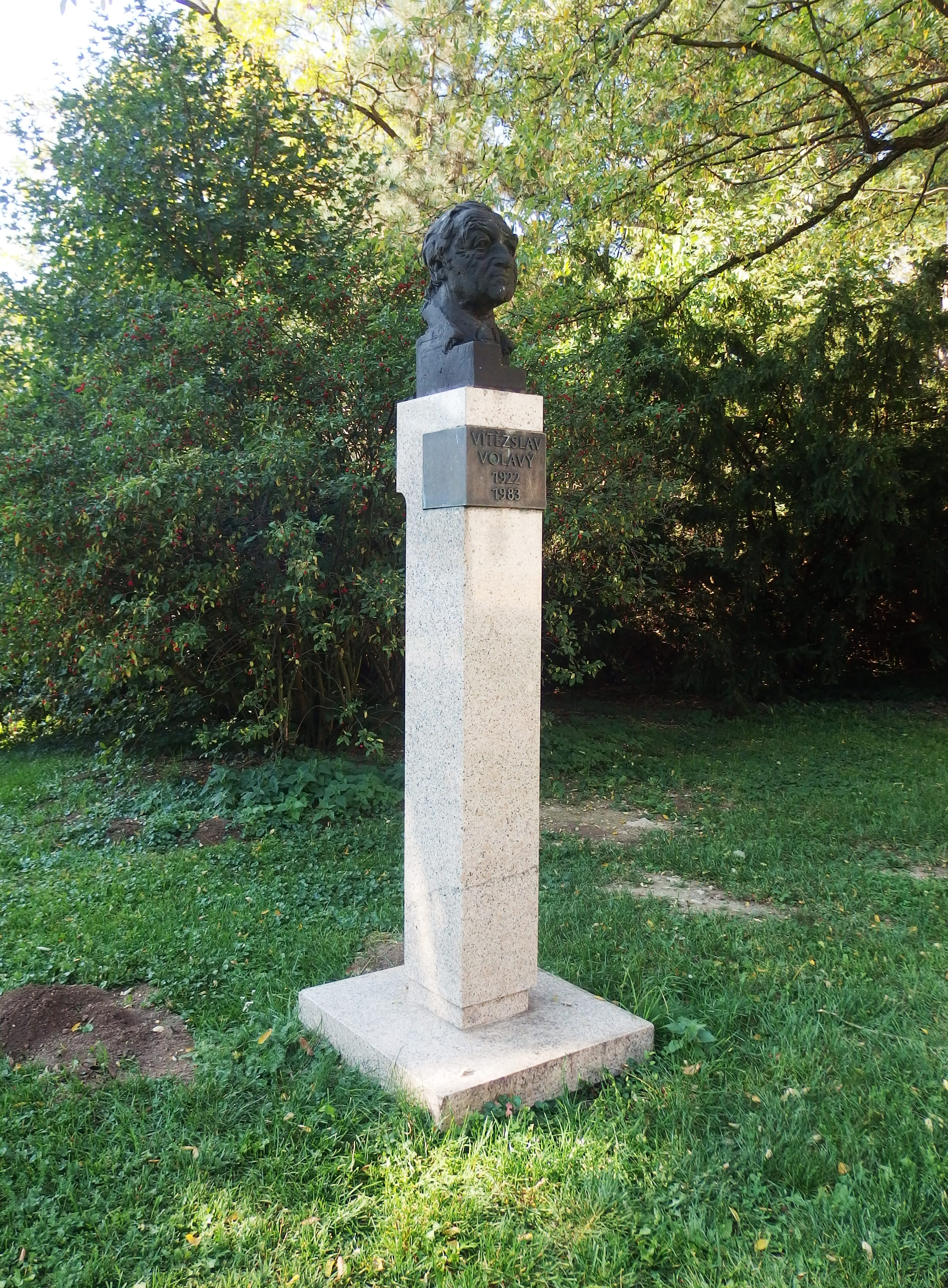
Busta Slávka Volavého ve strážnickém parku

Vítězslav „Slávek“ Volavý (10. března 1922, Meziboří – 11. dubna 1983, Hodonín) byl hudebník, etnograf Slovácka, zakladatel a ředitel Národního ústavu lidové kultury ve Strážnici. Sbíral lidové písně a působil jako primáš, hrál na housle a tancoval.
Mládí a studium
Slávek Volavý se narodil dne 10.  března 1922 v obci Meziboří u Žďáru nad Sázavou rodičům Janu Volavému a Marii Volavé, roz. Kozlové, oběma původem z Vysočiny. Zde žil až do svých šesti let, kdy se s rodiči přestěhoval do Židlochovic, kde jeho otec získal místo berního úředníka. V Židlochovicích Slávek Volavý studoval obecnou školu a následně dojížděl na gymnázium do Brna. V Židlochovicích se Slávkovi Volavému dostává prvního hudebního vzdělání. Učí se zde hry na housle u židlochovického učitele a varhaníka Hynka Práta. V roce 1934 byl otec Jan Volavý služebně přeložen do Strážnice a s ním se stěhovala celá rodina. Po příchodu do Strážnice pokračoval Slávek Volavý ve studiu na místním gymnáziu. Pokračoval ve hře na housle. Stal se žákem varhaníka Antonína Kříže a učitele místní obecné školy a koncertního mistra Hugo Noska.
V roce 1942 Slávek Volavý odešel studovat hru na housle na konzervatoř do Brna a to rovnou do druhého ročníku. Zde studoval v houslové třídě Karla Holuba.
Bohužel důsledky 2. světové války jeho studia v roce 1944 přerušila. Slávek Volavý byl totálně nasazen, podařilo se mu dvakrát uprchnout, nakonec byl dopaden a vězněn v kárném táboře v Hradištku. Poté byl nuceně nasazen jako tovární dělník v Brně – Líšni u Langerů, kde se dělaly dvanácti až čtrnáctihodinové směny. S tím se rozplynul i jeho sen stát se profesionálním houslistou.
V roce 1945 Slávek Volavý nastoupil na studia na Filozofické fakultě v Brně, kde studoval ruský a český jazyk. Následně po dokončení v roce 1949 nastoupil pod vlivem Prof. Vladimíra Úlehly na další studia na Filozofické fakultě v Brně, a to etnografie a hudební vědy u profesora Antonína Václavíka. V roce 1953 získal na Filozofické fakultě v Brně titul PhDr.  Z cizích jazyků hovořil rusky, francouzsky a německy.
V roce 1949 se Slávek Volavý oženil s Ludmilou roz. Obrtlíkovou ze Strážnice.
Počátky v lidové muzice
I když od počátku byl Slávek Volavý veden k hudbě klasické, po příchodu do Strážnice se dostával čím dál více do kontaktu s hudbou lidovou. Nejvíce na něj zapůsobil jeho výlet v roce 1935 na Horňácko, když se s rodiči zúčastnil slavnostního odhalení pamětní desky slovenskému buditeli Miloslavu Hurbanovi ve Filipově údolí u Javorníku na moravsko-slovenském pomezí. Tehdy tu hrály muziky slavných primášů: velického Emila Miškeříka, hrubovrbeckého Jana Ňorka a Jožky Kubíka i myjavského Samka Dudíka.  
V roce 1939 začal Slávek Volavý hrávat ve strážnické muzice Jana Horného. Od roku 1943 se začala postupně formovat nová muzika pod vedením Slávka Volavého, tzv. mladá strážnická muzika.
Během Protektorátu Slávek Volavý působil ve Slováckém krůžku ve Strážnici a v Brně. Ve Slováckém krůžku v Brně hrál v cimbálové muzice, kterou vedl Jaromír Běhůnek. Od něj se mu také dostalo velké podpory v době, kdy ztrácel naději na profesionální uplatnění v hudbě: „Nač jen věšíš hlavu? Co na tem, když z tebe nebude Kubelík, nebo Paganini, nebo Kocián! Koncertních hráčů bude dost, dobrých primášů je málo. Proč by z tebe nemohl být Slávek Volavý.“ 
Práce
Slávek Volavý působil v letech 1949-1956 jako učitel gymnázia ve Strážnici.
V roce 1956 bylo zřízeno Krajské středisko lidové kultury ve Strážnici (později Krajské středisko lidového umění, od r. 1968 Ústav lidového umění, dnes Národní ústav lidového umění ve Strážnici). Slávek Volavý se ujímá nové instituce jako její první ředitel a tuto vedl až do své smrti v roce 1983. Své síly zde vložil do rozvoje jak Ústavu lidového umění, výstavby kulturního areálu strážnického parku, rozvoji Mezinárodního folklorního festivalu Strážnice, tak do založení Muzea vesnice jihovýchodní Moravy (dnes Skanzen Strážnice). 
Působení v lidové kultuře
V r. 1946 stál Slávek Volavý u vzniku národopisných slavností ve Strážnici (od r. 1962 MFF ve Strážnici, dnes Mezinárodní folklorní festival Strážnice), a hned v prvních ročnících (1946, 1947) zvítězil v celostátní soutěži jako nejlepší sólový tanečník verbuňku. Od r. 1951 se Slávek Volavý podílel koncepčně i autorsky na přípravě festivalu (v letech 1960-1964 jako předseda programové rady).
Slávek Volavý byl zakladatelem Orchestru lidových nástrojů kraje Gottwaldov (1954-1959), v letech 1947-1949 byl primášem muziky Moravského tanečního a pěveckého sboru prof. Vladimíra Úlehly a dále byl dlouholetým hostujícím primášem BROLNu. V roce 1956 založil a následně vedl Slovácký orchestr lidových nástrojů. Vedl Strážnickou cimbálovou muziku (vystupovala postupně jako Muzika Slávka Volavého, Strážnická cimbálová muzika Slávka Volavého, od r. 1983 jako CM Slávka Volavého). Společně s Janem Loutchanem byl vůdčí osobností strážnického souboru Danaj, na jehož založení se v roce 1959 podílel.
S Muzikou Slávka Volavého natočili řadu rozhlasových snímků a zvukových nosičů, účinkoval s ní ve filmech „Ještě svatba nebyla“ (1954, rež. Jaroslav Mach), „Frona“ (1954, Jiří Krejčík) „Zatoulané dělo“ (1958, Josef Mach), „Velká samota“ (1959, Ladislav Helge) a v dokumentech „Poslední hudci“ (1974, rež. K. Fuksa), „Živá píseň Maryšky Procházkové“ (1975, rež. K. Fuksa) ad. Režisér K. Jureček o něm natočil dokumentární film „Primáš“ (1977).
Svým hudebním přínosem výrazně zasáhl do vývoje folklorního hnutí nejen na Strážnicku. Patřil k nejznámějším interpretům moravského hudebního folkloru vůbec. V r. 1975 mu byl udělen titul zasloužilý umělec.

### Citáty
Stromy na Vysočině jsou jako píšťaly varhan, říkával Vítězslav Volavý.